# Manjula Vijayakumar
Manjula Vijayakumar (9 de septiembre de 1953 - 23 de julio de 2013) fue una actriz del sur de India. Actuó en más de 100 películas en idiomas como Tamil, Telugu, Kannada y Malayalam.
Ella y el actor Vijayakumar se casaron poco después de reunirse en los sets de Unnidam Mayanguhiren. La pareja tiene tres hijas, Vanitha, Preetha y Sridevi Vijaykumar. Arun Vijay, Anitha, y Kavitha son hijos de su marido de un matrimonio anterior.
Ella murió en Chennai el 23 de julio de 2013 por una lesión en el estómago.